# حمام‌های کاراکالا
حمام‌های کاراکالا (ایتالیایی: Terme di Caracalla) در رم، ایتالیا، پس از حمام‌های دیوکلتیان، دومین حمام عمومی روم باستان یا حمام رومی شهر بودند. حمام‌ها احتمالاً بین سال‌های ۲۱۲ پس از میلاد (یا ۲۱۱) و ۲۱۶/۲۱۷، در زمان سلطنت امپراتوران سپتیمیوس سوروس و کاراکالا ساخته شده‌اند. آنها تا دهه ۵۳۰ فعال بودند و سپس از کار افتادند و ویران شدند.